# Amata kuhlweini
Amata kuhlweini is een vlinder uit de familie spinneruilen (Erebidae), onderfamilie beervlinders (Arctiinae). De wetenschappelijke naam van de soort is voor het eerst geldig gepubliceerd in 1832 door Lefèbvre.
Deze nachtvlinder komt voor in tropisch Afrika.